# 颱風浪卡 (2015年)
颱風浪卡（英語：Typhoon Nangka）是個強勁且規模龐大的熱帶氣旋，在2015年7月中旬影響日本中部。浪卡起源馬紹爾群島和国际日期变更线以西的熱帶擾動，開始其漫長的旅程，並在7月3日成為該年颱風季的第十一個獲得命名的風暴。它向西北偏西方向移動時迅速增強，在7月6日達到颱風標準。浪卡橫越北马里亚纳群岛，直接掠過無人居住的阿拉木根島。此後不久，颱風達到最高風速。日本氣象廳（JMA）估計其10分鐘持續風速為每小時185公里，而非官方的聯合颱風警報中心（JTWC）估計其1分鐘風速為每小時250公里，達到超級颱風標準。浪卡隨後轉向北移並減弱，並在7月16日以颱風的最低標準橫越日本中部。風暴在不久後減弱，並於7月18日在日本海消散。
風暴首先影響馬紹爾群島，給首都馬久羅帶來強風。半個城市失去電力，多艘船隻沉沒。據報導，北马里亚纳群岛受到的影響很小，隨後風暴加強位於菲律賓上空的季候風。日本的影響最為嚴重，奈良县上北山村的降雨量達到740毫米。關西地方的總損失達到180億日圓（1.45億美元）。浪卡在日本造成兩人死亡、55人受傷、220所房屋受損或被淹。

## 氣象歷史
一次西風爆發在西太平洋催生出颱風燦鴻和強烈熱帶風暴蓮花，以及後來成為颱風浪卡的系統。7月1日，馬紹爾群島以東持續出現脈動對流區域，並伴隨著結構混結構混亂的環流。低风切变、高海面溫度和良好的外流有利於進一步發展。隨著對流組的織改善，環流逐漸變得更清晰。7月2日晚上6時，日本氣象廳（JMA）將位於奧爾環礁以東約80公里處的系統歸類為熱帶低氣壓。聯合颱風警報中心（JTWC）根據其組織不斷改善，在7月3日中午12時將該系統歸類為第十一號熱帶低氣壓。大約六小時後，日本氣象廳將該低氣壓升級為熱帶風暴浪卡。
7月4日早上，聯合颱風警報中心將浪卡升級為熱帶風暴時，對流帶正在捲入中心，但受限於西側的乾空氣。當時，風暴在副熱帶高壓脊的引導下向西北偏西移動。7月5日，日本氣象廳將風暴升級為強烈熱帶風暴。到那時，雖然外流有所改善，但由於中等的風切變，環流已外露出來。7月6日，當風切變減弱後，浪卡開始迅速增強，在對流的中心形成一風眼。因此，聯合颱風警報中心在上午6時將風暴升級為颱風，日本氣象廳亦在中午12時跟隨。浪卡在7月7日中午12時達到其首波最高強度，當時日本氣象廳估計其10分鐘持續風速為每小時185公里。位於西北方的熱帶對流層上部槽加強極好的徑向外流，颱風形成一個直徑48公里的清晰風眼。

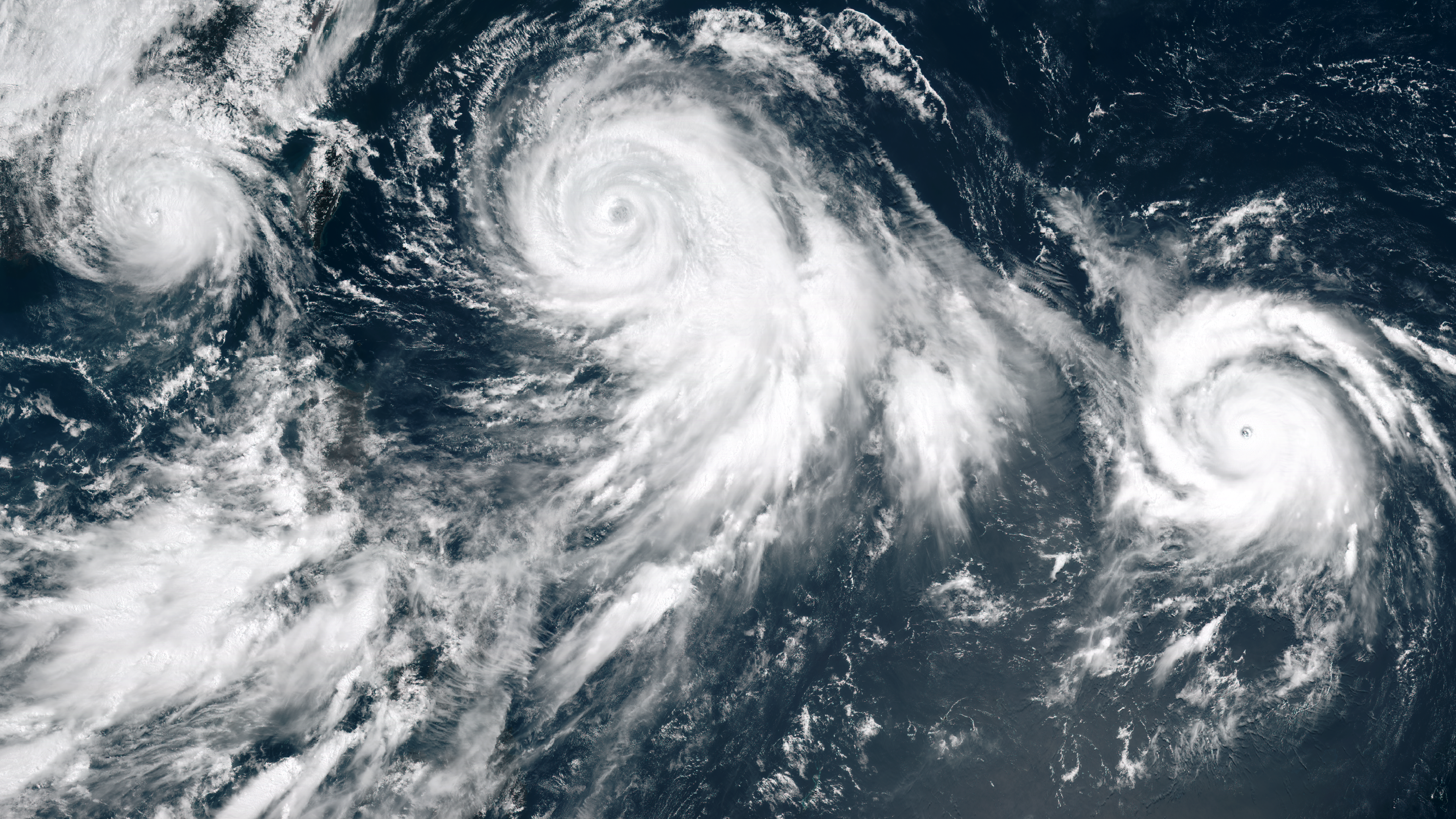
7月9日三個同時活躍的颱風：（從左至右）蓮花、燦鴻和浪卡

在達到首波最高強度後，由於系統西側的對流因熱帶對流層上部槽而受限，浪卡稍微減弱，風眼被雲層填塞。減弱的風切變和上升的海面溫度使得增強趨勢得以恢復，並在7月8日晚上，當它靠近北马里亚纳群岛時，結構變得更加對稱。外眼壁內部重新發展出輪廓分明的內眼。7月9日，聯合颱風警報中心將浪卡升級為相當於四級標準的超級颱風，估計其最高1分鐘風速為每小時250公里。日本氣象廳亦評估其最高10分鐘速度為每小時185公里。7月9日上午6時，浪卡的風眼掠過無人居住的阿拉木根島。颱風隨後因風切變增強而減弱，並轉向西移動。到7月11日，風眼被雲層填塞且不再可見，儘管其組織因南向的良好外流而得以維持。然而在翌日，其對流重新組織，風眼也發生變化。到那時，隨著副熱帶高壓脊向東退，浪卡的速度正在放緩，幾乎靜止不動。
7月13日，颱風浪卡開始越過副熱帶高壓脊的斷裂處向北移動，朝日本移動，颱風完成了眼牆置換循環。根據聯合颱風中心的數據，其達到風力時速195公里的第二波最高強度。風切變的減弱亦有助於重新增強，但由於北方和西方的乾空氣，這次增強的持續時間很短。隨著風眼變得更加粗糙，其風力繼續下跌。7月16日下午2時，浪卡在日本四國的高知县室戶市附近登陸，當時仍屬颱風標準。四小時後，颱風減弱為強烈熱帶風暴，穿越瀨戶內海後，浪卡於晚上9時在本州的岡山縣倉敷市附近第二次登陸。對流橫越本州進入日本海後大幅減弱，且由於水溫較低，風暴進一步減弱。7月17日中午12時，日本氣象廳將浪卡降級為熱帶低氣壓，翌日早上聯合颱風警報中心不再向其發出公告。7月18日，浪卡在日本海中部消散。

## 防災措施及影響
在馬紹爾群島的馬久羅環礁，正在發展的浪卡產生出接近烈風的強勁西風，在潟湖產生巨浪和水災。島上潟湖中至少有25艘船隻脫離繫泊裝置或被拖拽。來自浪卡的強風掀起房屋的屋頂，吹倒樹木和電纜。該國首都馬久羅近一半地區斷電。馬紹爾群島外交部長托尼·德布魯姆表示：「馬久羅[就]像一個戰區」。還導致一些沿海水災，導致農作物受損。

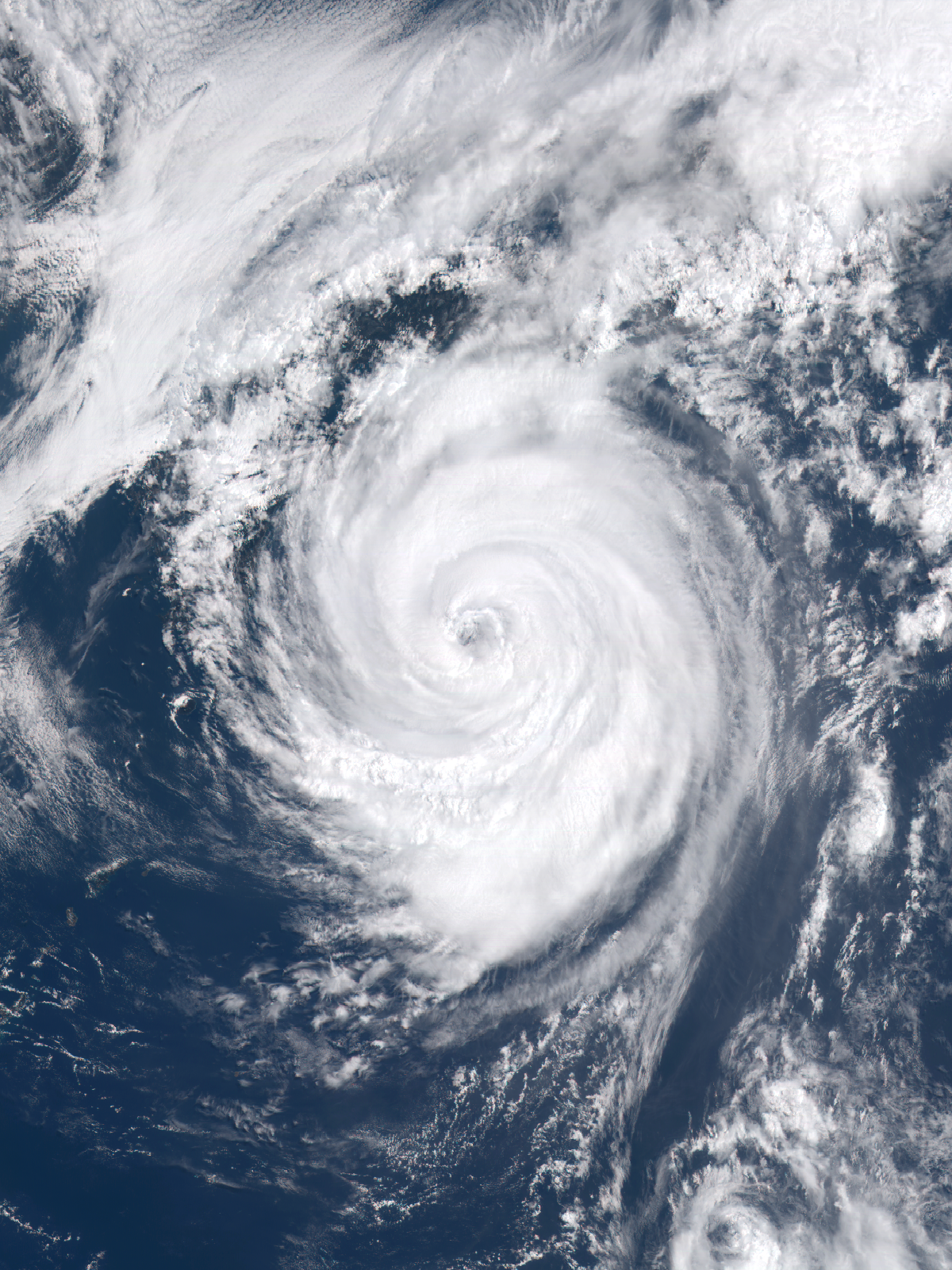
颱風浪卡在7月16日逼近日本四國

風暴來臨前，關島國家氣象局向阿格里漢島、帕甘島和阿拉木根發布颱風觀察預警，並對關島發布大浪警告。該觀察預警後來升級為警告，並在颱風離開該區後取消。由於風暴和當地飛機通信系統出現問題，飛往該區的航班延誤或取消。風暴期間，塞班岛兩個村莊出現輕微停電，但很快就恢復。在風暴來襲的阿拉木根，六人在混凝土貯倉中度過風暴。
在菲律賓，風暴的外圍使西南季候風有所增強，導致部分地區出現暴洪和山泥傾瀉。風暴的外圍隨後掠過大韓民國東岸，產生出26毫米的降雨量和時速93公里的陣風。

### 日本
受風暴威脅，九家航空公司取消了日本各地的214個航班。與此同時，鐵路服務和高速公路被中斷，部分中央自動車道關閉，渡輪服務被取消。四國旅客鐵道在風暴期間取消服務，並限制西日本旅客鐵道沿線的乘車次數。約86萬人被建議或命令從家園撤離，其中15,400戶家庭中的88,100人被迫離開。風暴過後，居民獲准回家。
浪卡在橫越日本時在高知县室戶市產生出時速153公里的最高陣風。日本中部大部分地區受大雨影響，奈良县上北山村的降雨量達到740毫米。三重县尾鷲市在24小時內錄得357.5毫米。爱媛县西條市的最高一小時降雨量為84毫米。福岛县川內村在一小時內錄得77.5毫米，創下7月的記錄。
浪卡帶來的降雨導致河流氾濫。在福島縣，那珂川淹沒附近一座校舍的二樓。從福井縣敦賀市開往兵库县姬路市的列車因水災影響，1,600名乘客滯留4小時。日本各地的大浪和強風導致和歌山县串本町一個養魚場的11,000多條蓝鳍金枪鱼死亡，造成12.9億日圓（1,040萬美元）的損失。全國約15,000人斷電。風暴摧毀30所房屋，另有190所房屋被淹，農用設備也被損壞。颱風造成55人受傷、兩人死亡，其中一名老人掉入溝渠遇溺身亡。關西地方損失達180億日圓（1.45億美元）。據統計，全國的經濟損失總額為260億日圓（2.09億美元）。

## 外部連結
- 日本氣象廳有關颱風浪卡（1511）的一般資訊（页面存档备份，存于），取自數位颱風網 （英語）
- 日本氣象廳有關颱風浪卡（1511）的最佳路徑數據（页面存档备份，存于） （日語）
- 聯合颱風警報中心有關第十一號超級颱風（浪卡）的最佳路徑數據[永久] （英語）
- 美國海軍研究實驗室有關11W.浪卡⁠（存档） （英語）